# Stephan Sinding
Stephan Sinding (Trondheim, Noruega, 4 d'agost de 1846 - París, França, 23 de gener de 1922) fou un escultor noruec.
Era germà de Christian (músic) i Otto (pintor). Estudià des del 1865 a Oslo, Filosofia i Dret, doctorant-se en ambdues facultats: però aviat es decidí per l'escultura, el 1871 passà a Berlín, on fou, durant molt temps, deixeble d'Albert Wolff; després va viure a París, Roma, Oslo i Copenhaguen. Exercí gran influencia en el desenvolupament del seu estil la tendència naturalista de l'escola de París, la qual resta reflectida en les seves obres, en particular els grups Bàrbars (una mare que retira del campament el cadàver del seu fill); Dos homes (una parella amorosa que s'abraça) (sic); La mare presonera, i Un home que s'ofega i vol salvar la seva dona (tots quatre en la Gliptoteca de Ny Carlsberg, de Copenhaguen), la Mare presonera li valgué a Sinding la medalla d'honor de l'Exposició de París de 1899; el grup els Bàrbars, la primera medalla de l'Exposició d'Art de Múnic, el 1891. A Copenhaguen Sinding executà una sèrie de treballs decoratius, entre ells un fris amb Crist, els Apòstols, i els reformadors, per l'església de Jesús.
Entre les seves altres obres cal mencionar; una estàtua en marbre, d'Hylas (en el Palau Reial d'Oslo); La nit (una parella dormint); Mare Terra (amb dos homes en les seves sines); i L'Adoració (un home de genolls davant una noia). També se li deuen alguns busts, Bjoerson, Ibsen, Lama Gundersen, etc. per al teatre Nacional d'Oslo, i el grup L'Ofrena, que els noruecs residents a París regalaren a aquesta ciutat el 1920 i fou col·locada en la Sorbona, enfront de la tomba de Richelieu.

## Petita galeria

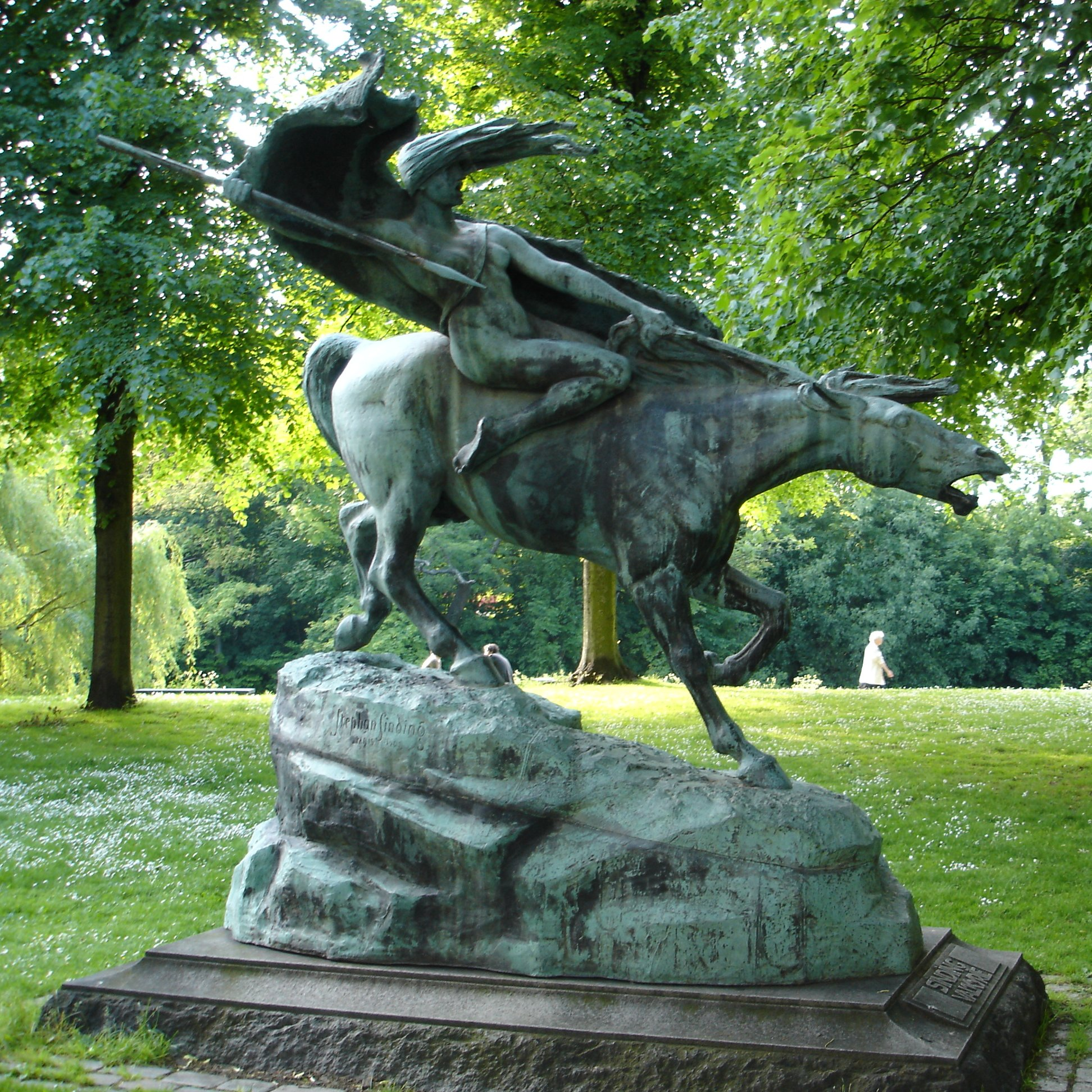
Valquiria
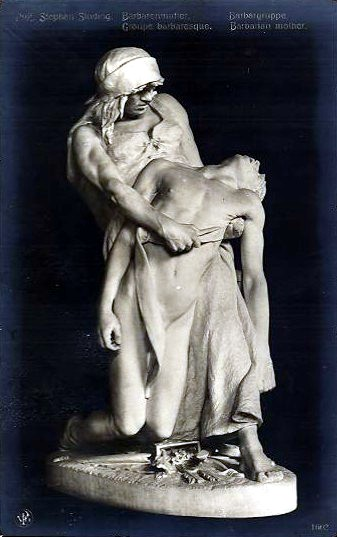
Mare Bàrbara
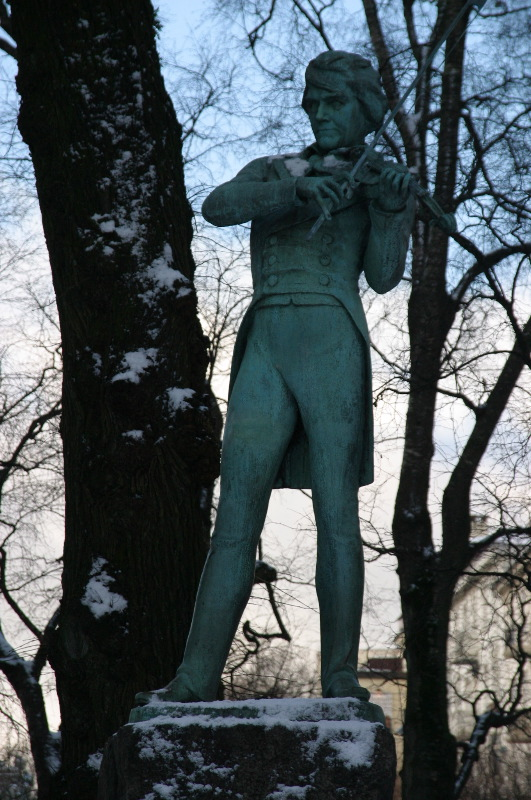
El violinista Ole Bull
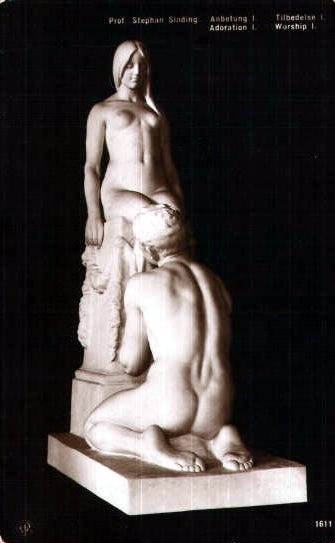
Adoració
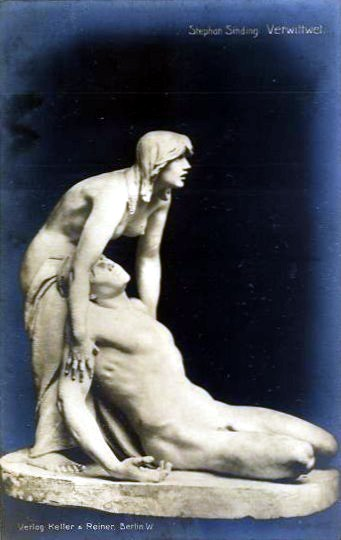
Vidu
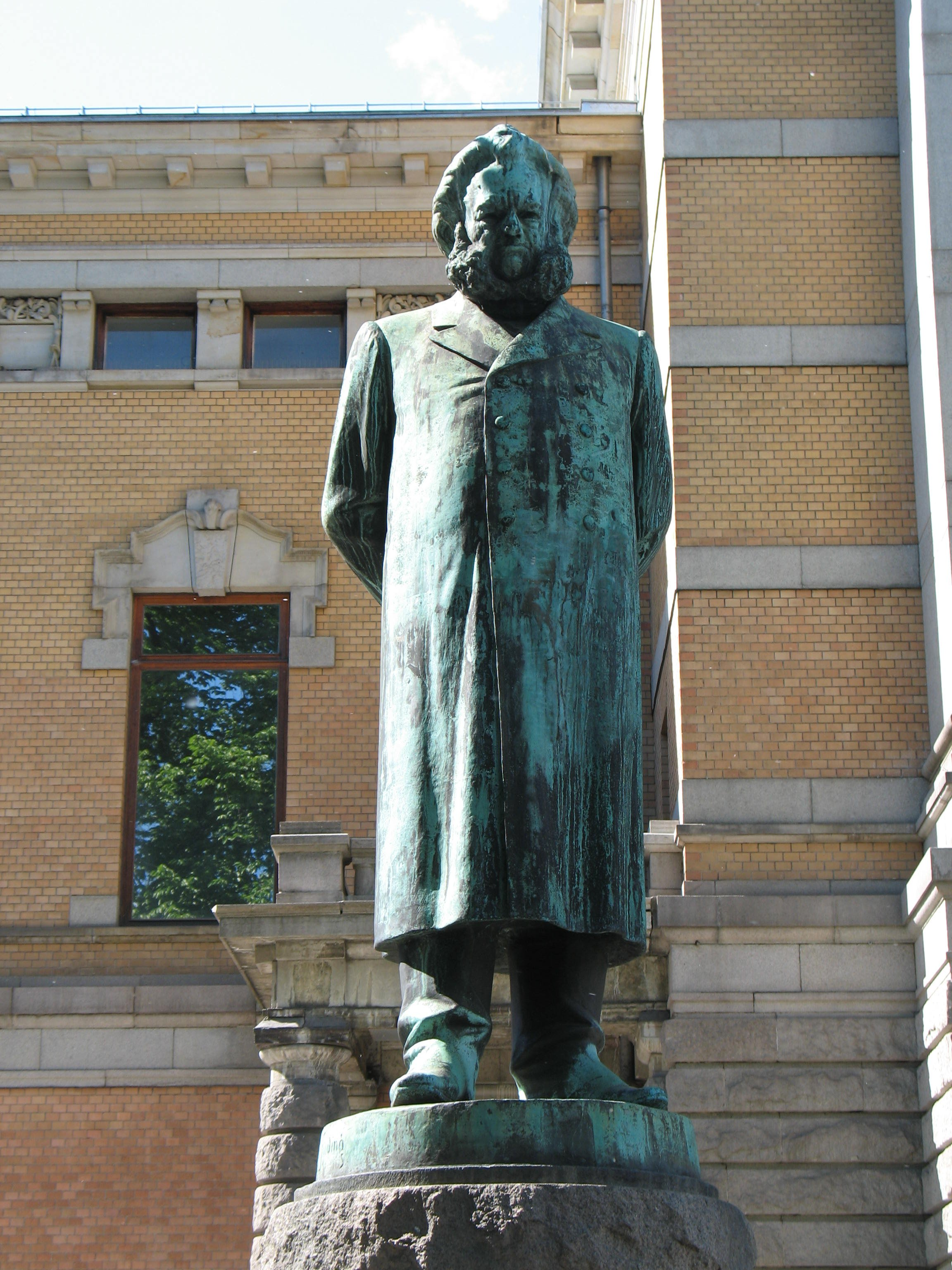
Estatu d'Ibsen
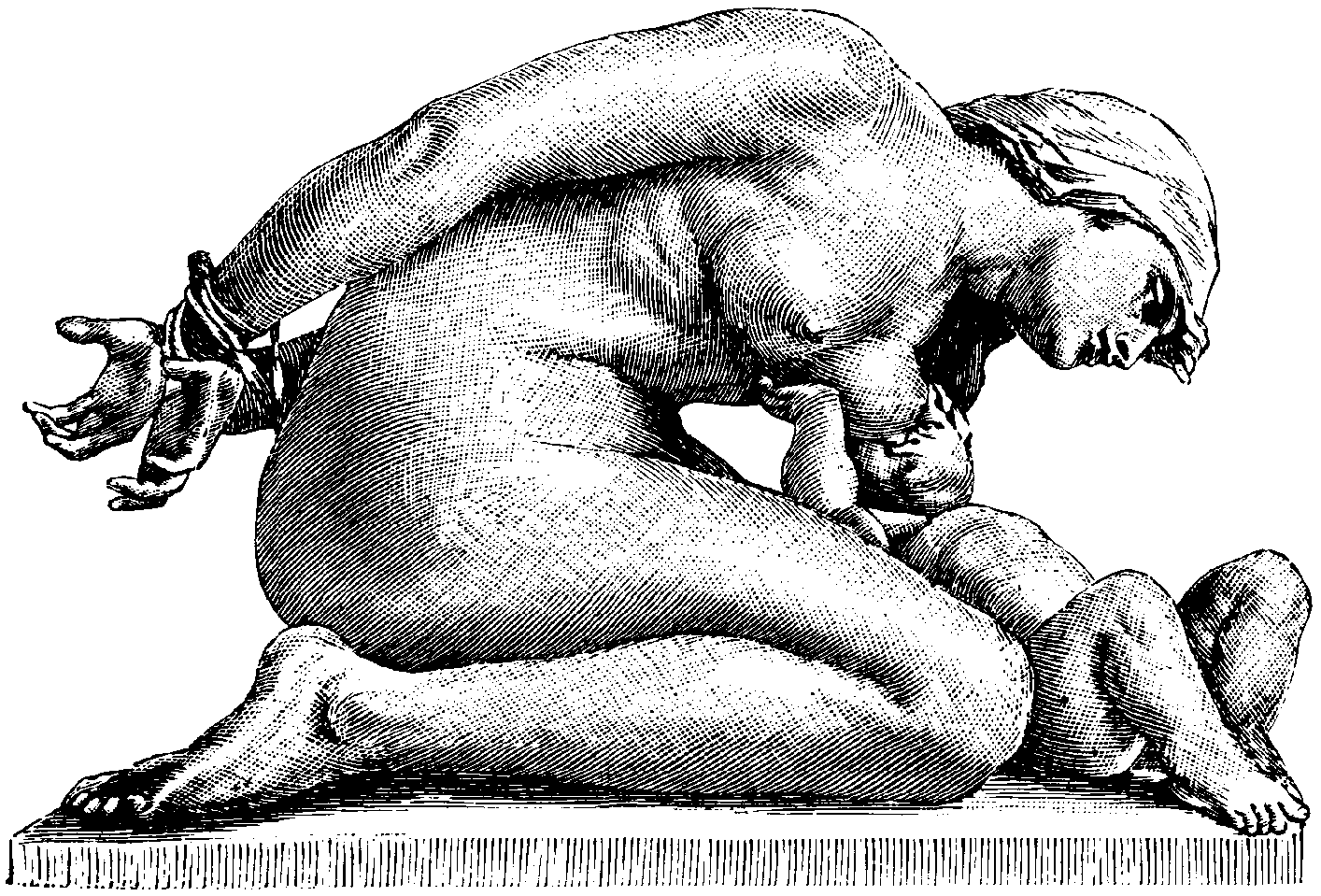
Presoner de la mare